# جامعة القلب المقدس الكاثوليكية
جامعة القلب المقدس الكاثوليكية (بالإيطالية: Università Cattolica del Sacro Cuore, UCSC)‏ هي جامعة كاثوليكية بإيطاليا. تأسست 7 ديسمبر 1921 بواسطة جيميلي أغوستينو. وتُعد جامعة القلب المقدس الكاثوليكية، أكبر جامعة خاصة في أوروبا وأكبر جامعة كاثوليكية في العالم.

## منظمة

### كليات
وUCSC يقدم مجموعة واسعة من درجات علمية في 14 مدرسة (وتسمى "الكليات").
- كلية الزراعة، بياتشينزا - كريمونا (تأسست 1951)
- كلية الآداب والفلسفة (1923)
- كلية للدراسات المصرفية والمالية وعلوم التأمين (1990)
- كلية الاقتصاد (1947)
- كلية الاقتصاد، بياتشينزا - كريمونا (1990)
- كلية التربية (1936)
- كلية الحقوق (1923)
- كلية الحقوق، بياتشينزا - كريمونا (1995)
- كلية الفيزياء والرياضيات والعلوم الطبيعية، بريشيا (1968)
- كلية الطب والجراحة، روما (1958)
- كلية علوم اللغة والأدب الخارجية (1968)
- كلية العلوم السياسية (1926)
- كلية علم النفس (1999)
- كلية علم الاجتماع (2001)

## الدراسات العليا المدارس
- ALMED كلية الدراسات العليا للفنون المسرحية وسائل الإعلام والاتصالات
- ALTIS كلية الدراسات العليا ومجتمع الأعمال
- ASA كلية الدراسات العليا للدراسات البيئ
- ASAG كلية الدراسات العليا في علم النفس "أغوستينو جيميلي"
- ASERI كلية الدراسات العليا في الاقتصاد والعلاقات الدولية
- SMEA كلية الدراسات العليا في الاقتصاد الزراعي والغذائي
- ALTEMS كلية الدراسات العليا في الاقتصاد وإدارة الصحة